# Copa Ajuntament de Palma
La Copa Ajuntament de Palma fou un torneig de futbol organitzat per l'Ajuntament de Palma del 13 de febrer al 31 de juliol de 1921. Va ser la principal competició disputada a Mallorca aquell any i un dels gèrmens de la competició federada a partir de 1923.
Fou disputada per un total de nou clubs, tots ells de Palma.

## Història
A principis dels anys 20 l'afició al futbol a Mallorca creixia, però amb alts i baixos per la manca d'un ens federatiu balear (no seria fundat fins 1923) i la manca de tornejos regulars que fomentessin l'afició.
Des de l'ajuntament es va proposar la creació d'una competició per donar estabilitat i regularitat a la naixent competició. La proposta fou aprovada pel consistori palmesà per unanimitat el 29 de juliol de 1920.
L'organització va comptar amb la col·laboració del principal club de la ciutat, la Reial Societat Alfons XIII FC (actual RCD Mallorca), qui va posar a disposició del torneig el seu terreny de joc de Bons Aires, llavors el més important de la ciutat.
Es tracta del primer torneig en què varen enfrontar-se els dos principals clubs de la capital: RCD Mallorca (1916) i CE Atlètic Balears (1920), llavors denominats Real Sociedad Alfonso XIII Foot-ball Club i Baleares Foot-ball Club. La resta d'equips, esportivament més febles o creats com a seccions d'altres entitats, desapareixerien als pocs anys.

## Organització
Varen inscriure’s nou equips, tots ells de Palma. La competició es va estructurar en dues divisions: primers equips i segons equips o reserves, en format de lliga a volta única i tots contra tots.
Es varen apuntar tots els equips importants que enguany existien a Mallorca, la qual cosa va convertir el torneig en un termòmetre de l'activitat futbolística de l'illa en aquell moment. Tots els equips eren de Ciutat, ja que a la Part Forana l'activitat era residual i pràcticament inexistent.
El calendari de competició se sortejava cada setmana, així que l'ordre de competició fou totalment aleatori. Inicialment es va disputar un partit de cada categoria els diumenges, però a partir d'abril se’n disputaren dos de cada a causa de la creixent calor i l'allargament excessiu de la competició.
En acabar els dos tornejos es preveia una lligueta entre els dos primers classificats de cada divisió, però finalment fou descartada.
Malgrat que fou creat amb la voluntat que se celebrés anualment fou la única edició que es va disputar. Tanmateix, la creació del Comitè provincial balear el 1923 va fer innecessària la seva existència.

### Campionat de primers equips
Disputat del 13 de febrer al 31 de juliol de 1921 amb un total de nou equips, tots ells de Palma.
| Posició | Equip                      | J | G | E | P | GF | GC | PTS |
| ------- | -------------------------- | - | - | - | - | -- | -- | --- |
| 1       | RS Alfons XIII FC          | 6 | 6 | 0 | 0 | 48 | 1  | 12  |
| 2       | Baleares FC                | 6 | 3 | 1 | 2 | 10 | 9  | 7   |
| 3       | Veloç Sport Balear         | 6 | 2 | 2 | 2 | 6  | 11 | 6   |
| 4       | Creu Roja (Santa Catalina) | 6 | 2 | 1 | 3 | 9  | 19 | 5   |
| 5       | Unió Protectora Mercantil  | 6 | 1 | 2 | 3 | 7  | 13 | 4   |
| 6       | Espanyol (Santa Catalina)  | 6 | 1 | 2 | 3 | 3  | 9  | 4   |
| 7       | Republicà                  | 6 | 1 | 2 | 3 | 6  | 26 | 4   |
| 8       | La Protectora (*)          | 3 | 0 | 0 | 3 | 1  | 9  | 0   |
| 9       | Assistència Palmesana (**) | 3 | 0 | 0 | 3 | 1  | 33 | 0   |

(*) Retirat

(**) Desqualificat

Llegenda: J-partits jugats, G-guanyats, E-empatats, P-perduts, GF-gols a favor, GC-gols en contra, PTS-punts

#### Resultats finals
- Campió: RS Alfons XIII FC
- Subcampió: Baleares FC

Sengles clubs reberen trofeus com a primer i segon, respectivament.

### Campionat de segons equips
Disputat del 13 de febrer al 22 de maig de 1921 amb un total de vuit equips, els mateixos de la competició principal menys l'Espanyol.
| Posició | Equip                      | J | G | E | P | GF | GC | PTS |
| ------- | -------------------------- | - | - | - | - | -- | -- | --- |
| 1       | RS Alfons XIII FC          | 4 | 4 | 0 | 0 | 45 | 0  | 8   |
| 2       | Sport                      | 4 | 0 | 4 | 1 | 4  | 9  | 4   |
| 3       | Unió Protectora Mercantil  | 4 | 0 | 3 | 1 | 4  | 10 | 3   |
| 4       | Baleares FC                | 4 | 1 | 1 | 2 | 4  | 17 | 3   |
| 5       | Creu Roja (Santa Catalina) | 4 | 0 | 2 | 2 | 4  | 22 | 2   |
| 6       | La Protectora (*)          | 4 | 2 | 0 | 2 | 7  | 12 | 4   |
| 7       | Republicà (*)              | 3 | 1 | 0 | 2 | 4  | 16 | 2   |
| 8       | Assistència Palmesana (**) | 5 | 3 | 1 | 1 | 13 | 5  | 0   |

(*) Retirat

(**) Desqualificat

Llegenda: J-partits jugats, G-guanyats, E-empatats, P-perduts, GF-gols a favor, GC-gols en contra, PTS-punts

#### Resultats finals
- Campió: RS Alfons XIII FC
- Subcampió: Sport

Sengles clubs reberen trofeus com a primer i segon, respectivament.